# 賢者の贈り物 (テレビドラマ)
『賢者の贈り物』（けんじゃのおくりもの）は、広島ホームテレビ制作・テレビ朝日系列で、2001年12月24日の14時 - 14時54分に放送された、単発のオムニバスドラマ。
オー・ヘンリーによる同題の短編小説とは、まったく関係ない。
「クリスマス」をモチーフにした3編のショートストーリーが展開される。全体の監修は岩井俊二が務めた。番組パッケージのプロデュースとして、セレクトショップのBEAMSが協力している。

## 作品データ

### オープニング「賢者の行進」
- 原案：豊川悦司
- 脚本：白石直人
- キャラクターデザイン：岩井俊二、串間美千恵

### 「HOTDOG EXPRESS」
ホットドッグスタンドに勤めるまどかは、毎朝店に顔を出す高校生の浩輔に心を寄せていた。しかし、彼はクリスマスに海外留学へ行ってしまう。
- 企画協力：豊川悦司
- 脚本：土井かおり、白石直人
- 監督：永田琴
- キャスト：後藤理沙、木村剛、望月知子

### 「DOCUMENTARYTIC」
パリから帰国した、ミュージシャンのカヒミ・カリィが東京で過ごすクリスマスの様子を、ドキュメンタリータッチの映像とモノローグで綴る。
- 撮影・監督：HIROMIX
- 出演：カヒミ・カリィ

### 「祭典の日」
東京の下町に住む小学生リリカが迎える、クリスマスの一日を描く。
- 脚本：梶原紀子、白石直人
- 撮影監督：篠田昇
- 監督：カジワラノリコ
- 出演：三浦理恵子、柳英里紗、鶴見辰吾、深浦加奈子、近藤芳正、鶴水瑠衣 ほか